# Eryphanis hemichroa
Eryphanis hemichroa är en fjärilsart som beskrevs av Butler 1869. Eryphanis hemichroa ingår i släktet Eryphanis och familjen praktfjärilar. Inga underarter finns listade i Catalogue of Life.